# 中华全国人民调解员协会
中华全国人民调解员协会（英語：China People's Association for Mediation, CPAM）是中华人民共和国人民调解员组成的非营利性社会团体，1993年5月17日经中华人民共和国民政部批准成立于中华人民共和国北京市。业务主管部门为中华人民共和国司法部。

## 历史
2016年10月，协会成立医疗纠纷专业委员会。
2022年8月25日，中华全国人民调解员协会召开第五届会员代表大会。左力当选第五届中华全国人民调解员协会会长。

## 历任会长
1. 张耕
2. 段正坤
3. 郝赤勇
4. 左力[2]